# 齋藤義龍
齋藤義龍；後改一色義龍（1527年7月8日—1561年6月23日，大永七年六月十日－永祿四年五月十一日），日本戰國時期美濃國的大名。

## 生平
齋藤義龍，美濃蝮蛇齋藤道三之子，母親是曾經擔任土岐賴芸妾侍的丹後大名一色義清之女深芳野，因為天賦異秉、身材高大，所以幼名「六尺五寸丸」，繼承了父親道三的通稱「新九郎」，正室為北近江大名淺井久政之女，被稱為美濃的巨人，以英勇善戰聞名。

## 父子反目
義龍是在道三成功把美濃守護土岐賴藝放逐之時出生的，因此義龍為土岐賴藝遺腹子的流言時有所聞，而使這個流言迅速激化成父子間嚴重矛盾（但此說出於江戶時代，極可能是後人編造），齋藤道三又迎娶明智光繼之女後又生下數個兒子，因此齋藤道三暗中決定要把家業傳給第三子齋藤龍定，不料此事被義龍的奸細探知，知道道三不讓自己繼承家督之位，憤而反撲父親道三。 
弘治元年(1555年)，齋藤義龍和叔父長井道利合謀，命令日根野弘就把孫四郎龍重、喜平次龍定兩個弟弟騙到家裡殺害，義龍也在獲得西美濃三人眾等豪族支援後，正式與道三決裂，道三知道此事後立刻捨棄稻葉山城，退至美濃鷺山城，奪取了稻葉山城的義龍開始討伐追殺齋藤道三。 
翌弘治二年(1556年)，義龍引昔日西美濃三人眾與桑原、安藤、日根野、竹腰各家，合兵一萬兩千與只有兩千七百兵力的道三在長良川交戰，由於義龍事先布置了數支部隊防止尾張織田家進入美濃，加上長良川氾濫終令織田信長的援軍無法支援，最後道三因為寡不敵眾，撤退不及被義龍部下井上道勝、小牧源太追殺，斬首削鼻而終。由於道三在臨終之前送了一封信給信長，大意是說信長不必發兵援助，美濃就作為女兒齋藤歸蝶的嫁妝送給織田信長。因為道三之死使織田信長與義龍間的衝突急速增加。 
在道三死後，齋藤義龍在許多書狀中都署名「范可」，范可乃是唐朝一名官員，曾有過殺父之舉，或許義龍心目中還是認同道三這個父親，只是為了現實的政治利益而弒父。同時為了逃避殺父汚名，一度改以母家姓氏一色家，自稱一色左京大夫。 永禄元年（1558）二月，透过伊势貞孝的申请，義龍获得了朝廷认可的治部大辅的任官（御汤殿上日记），隔年四月义龙成为幕府的相伴众，并在永祿4年(1561年)再次获得了左京大夫的官位。
而齋藤家在義龍當政時代，齋藤義龍以安藤守就、氏家卜全、日根野弘就、竹腰直光、日比野清實、长井卫安組成6宿老合議制輔佐國政，但領內的豪族也在此時屢屢爆發內戰，如北美濃的遠藤盛數跟東常慶在永祿2年內戰，在遠藤氏攻滅東常慶後，齋藤義龍在文書默認遠藤家對北美濃的勢力圈。而與安藤守就結親的竹中重元、竹中重治父子在永禄元年灭了岩手信冬、在永禄二年跟不破光治开战，後來又派家臣山田助左衛門征討關原領主九門太郎以擴大版圖，其勢力一直延伸至不破郡一帶。東美濃苗木城的遠山直廉也跟織田家結親。在桶狹間之戰時苗木遠山家跟濃尾兩國邊境的松倉城主坪內利定也都出兵幫助織田家。織田信長也在永祿2年扶植鹫见城鹫见氏重回北美濃，暗中跟遠藤家保持聯絡。
為了先發制人，義龍勾結信長同父異母的庶兄織田信廣跟北尾張的岩倉織田家一同對付信長，覬覦織田家家督之位的信廣很快就倒向美濃的義龍。兩人約定由義龍佯攻信廣鎮守的守山城，然後信廣向信長求援，欲趁信長出兵居城清洲城防守空虛之際加以奪取；沒想到此計被信長看穿而按兵不動、穩守不出，令義龍和信廣大失所望。就在義龍帶領齋藤軍退回美濃後，信長卻突然出兵攻打信廣，信廣戰敗降伏。 
永祿4年，在西邊妻家北近江淺井氏由久政之子淺井長政繼位家督後，勵精圖治，國力蒸蒸日上，本有姻交的齋藤義龍擔心淺井家成為新的大敵，於是轉向南近江六角家合作進攻北近江。
六角和齋藤兩家聯手出兵很快便攻下佐和山城，但是淺井長政迅速出兵反制，兩軍在美影寺川發生激戰，長政以勇猛突擊的戰法擊破六角和齋藤聯軍並大獲全勝，重新奪回佐和山城。義龍被迫退回美濃，日後也如義龍所料，在其死後，淺井家壯大的目標之一便是齋藤家所據的美濃。 
齋藤義龍而後染上當時無藥可醫的絕症癩病（麻瘋病），在永祿四年（1561年）病歿，享年35歲，法名雲峯玄龍居士。

## 家庭
齋藤義龍之子齋藤龍興，在父親死後接任家督。